# Sulfiet

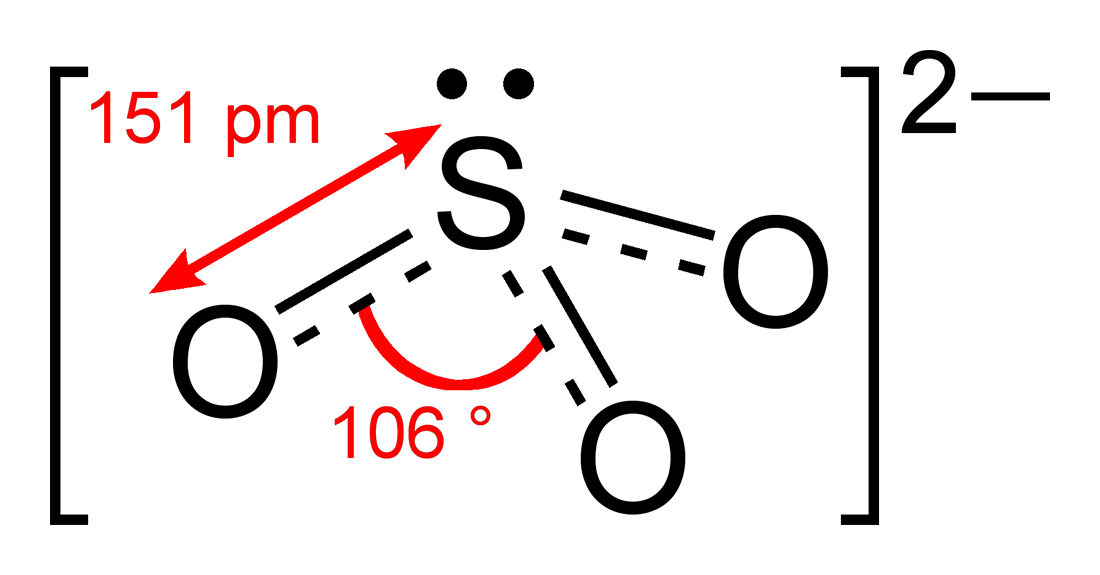
Structuurformule van het sulfiet-anion.

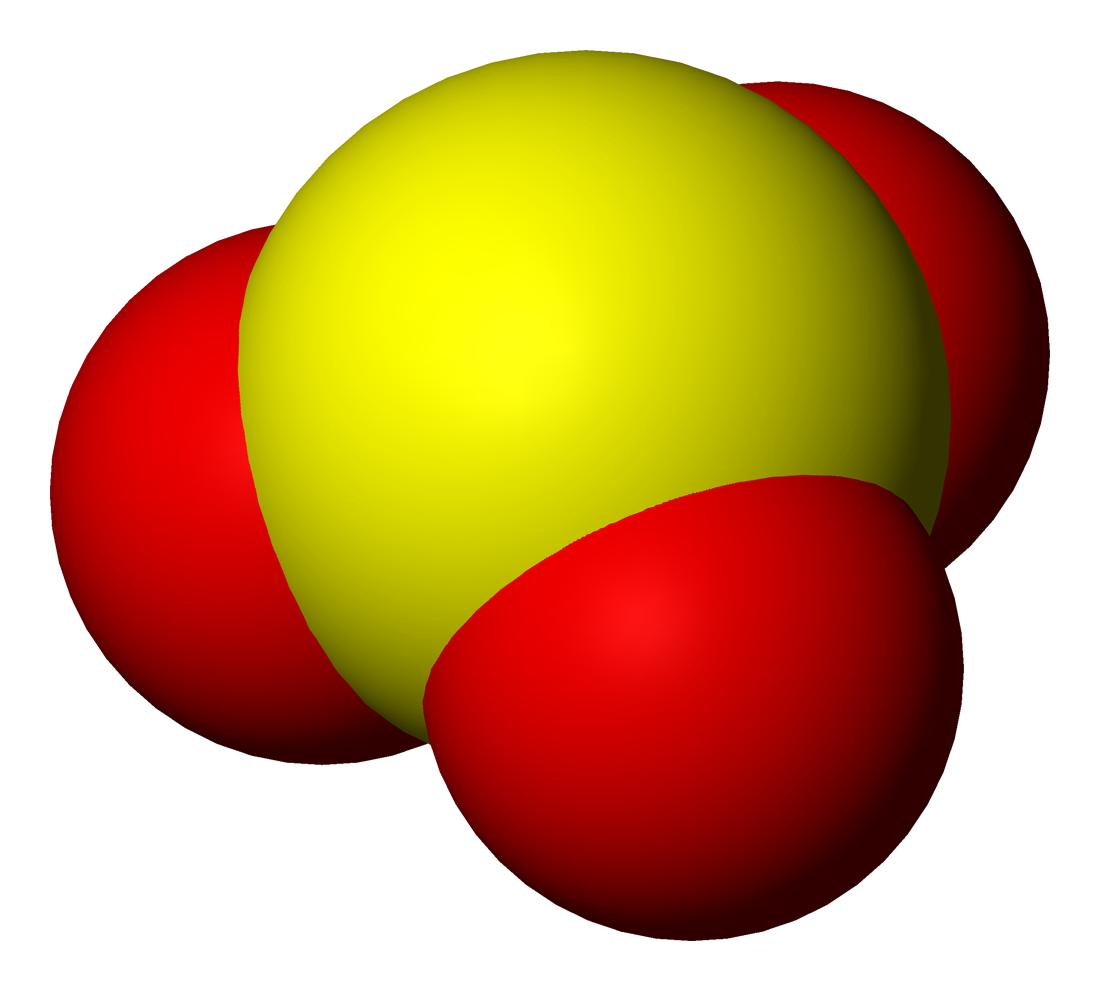
Molecuulmodel van een sulfiet-anion.

Sulfieten zijn zouten die het sulfiet-ion, SO32− bevatten. Sulfiet komt van nature voor in planten uit de lookfamilie. Sulfieten worden gebruikt als kleurstof en conserveringsmiddel in voedsel (E-nummers E150b, E150d en E221 t/m E228).
Het wordt gebruikt in wijn, maar ook om te voorkomen dat vlees bruin verkleurt.

## Gezondheidsaspecten
Sulfiet is volgens sommige bronnen een allergeen, ongeveer vijf procent van de astmapatiënten krijgt binnen vijf minuten ademhalingsmoeilijkheden na het nuttigen van sulfiethoudend voedsel. Andere bronnen zeggen dat sulfiet geen allergeen is, maar een intolerantiereactie kan veroorzaken, die zich onder andere voordoet als een astma-aanval, hartkloppingen of netelroos.
Personen met een allergie voor aspirine hebben een verhoogd risico voor een heftige allergische reactie op sulfiet (anafylaxie). Een dergelijke reactie dient zonder uitstel medisch behandeld te worden. In de EU wordt vermeld als producten meer dan tien ppm sulfiet bevatten.

## Wijn
Sulfiet komt van nature voor in de schil van de druif, en daardoor ook in zeer kleine hoeveelheden in wijn. Het wordt in beperkte hoeveelheden toegevoegd bij de productie van wijn om de fermentatie en oxidatie tegen te gaan. Ook aan biologische wijn kan sulfiet worden toegevoegd aangezien biologisch slaat op de teelt van de druiven en niet op de vinificatie. Het toevoegen van sulfiet aan wijn wordt zwavelen genoemd. 